# France Staub
Pour les articles homonymes, voir Staub.
France Staub, né le 29 septembre 1920 et mort le 2 juillet 2005 à Maurice, est un ornithologue, herpétologue et botaniste mauricien.

## Biographie
France Staub est un descendant du botaniste français Jacques Delisse, membre de la Société royale des arts et des sciences de l'île Maurice, dont il sera lui-même membre à son tour à partir de 1955. Il est diplômé du collège d'agriculture de Maurice en 1944, puis fait des études de dentiste à Londres. De retour à Maurice, il consacre ses loisirs à l'observation des oiseaux et à l'étude de la botanique des Mascareignes et des îles proches. Il devient président de la section mauricienne du International Council for Bird Preservation en 1970 et rejoint l'année suivante la British Ornithologists' Union.
France Staub se fait particulièrement connaître pour ses études à propos de la pollinisation effectuée par des espèces telles que le gecko ou des oiseaux endémiques comme le zostérops gris de Maurice, espèce en danger, pour des plantes endémiques par exemple celles du genre Trochetia.
La liane Cynanchum staubii, découverte par lui à l'île aux Aigrettes en 1965, porte son nom.

## Publications

### Ouvrages
- 1973 : Oiseaux de l'île Maurice et de Rodrigues, ill. de R. Chevreau de Montléhu, Mauritius Printing Company Ltd, Port-Louis.
- 1976 : (en) Birds of the Mascarenes and Saint Brandon, préf. de Seewoosagur Ramgoolam, Organisation normale des entreprises, Port-Louis.
- 1993 : Faune de l'île Maurice et flore associée, Précigraph Limited, Port-Louis.

### Articles
- 1968 : « The Cargados Carajos Shoals of St Brandon : Resources, Avi-fauna and Vegetation », avec J. Guého, dans Proc. R. Soc. Arts Sci. Maurit., vol. 3, no 1, p. 7–46.
- 1970 : « Geography and Ecology of Tromelin Island, Coral Islands of the Western Indian Ocean », dans Atoll Res. Bull., vol. 136, p. 197–210.
- 1973 : « Birds of Rodrigues Island », dans Proc. R. Soc. Arts Sci. Maurit., vol. 4, no 1, p. 17–59.
- 1979 : « Les plus belles fleurs sauvages des îles Mascareignes », avec F. Friedmann et J. Guého, dans Cent-cinquantenaire de la Société royale des arts et des sciences de l'île Maurice : 1829-1979, Royal Society of Arts and Sciences, Mauritius, p. 29–73.
- 1979 : « « Le Mondrain » Nature Reserve », avec J. Guého, dans Cent-cinquantenaire de la Société royale des arts et des sciences de l'île Maurice : 1829-1979, Royal Society of Arts and Sciences, Mauritius, p. 75–102.
- 1983 : « Observations botaniques et ornithologiques à l'atoll d'Agaléga », avec J. Guého, dans Proc. R. Soc. Arts Sci. Maurit., vol. 4, p. 15–110. (Part. I. « Botanique », p. 15–85 ; part. II. « Ornithologie », p. 87–110)
- 1988 : « Evolutionary Trends in Some Maurian Phanerogams in Relation to Their Pollinators », dans Proc. R. Soc. Arts Sci. Maurit., vol. 5, no 1-2, p. 7–78.
- 1993 : « Julien Desjardins – 1799-1840 : Conférence prononcée à la salle Bonâme, MSIRI, le 18 septembre 1990 pour le 150e anniversaire de sa mort », dans Proc. R. Soc. Arts Sci. Maurit., vol. 5, no 3, p. 1–10.
- 1993 : « Guano Birds, Benefactors of the Sugar Industry in Mauritius », dans Proc. R. Soc. Arts Sci. Maurit., vol. 5, no 3, p. 55–70.
- 1993 : « Requin bleu, calmar géant et cachalot », dans Proc. R. Soc. Arts Sci. Maurit., vol. 5, no 3, p. 141–145.
- 1993 : « Dodo and Solitaires : Myths and Reality », dans Proc. R. Soc. Arts Sci. Maurit., vol. 6, p. 89–122.
- 2001 : « La Belle Mandrinette au bois dormant », dans Weekend, dimanche 14 janvier, p. 36.
- 2004 : « Palma mater », dans Proc. R. Soc. Arts Sci. Maurit., vol. 7, p. 55–79.
- 2004 : « Des toc-tocs avec le front et la gorge vivement colorés découverts à l'île d'Arros des Amirantes », dans Proc. R. Soc. Arts Sci. Maurit., vol. 7, p. 100–101.
- 2004 : « Visite à l'île Rodrigues des membres de la Société royale des arts et des sciences (15-18 août 1997) », dans Proc. R. Soc. Arts Sci. Maurit., vol. 7, p. 101–113.